# FNNスーパータイム
『FNN スーパータイム』とは、フジテレビ系列（FNN）で1984年（昭和59年）10月1日から1997年（平成9年）3月30日（月 - 金曜版は1984年10月1日から1997年3月28日、土日版は1985年4月6日から1997年3月30日まで）にかけて放送されていた夕方の報道番組である。略称および番組タイトルコールは「スーパータイム」。

## 概要
前番組『FNNニュースレポート6:00』と『FNNニュースレポート6:30』を統合した民放初の1時間枠のニュース番組（実際は「あすの天気」が別枠扱いのため55分）。タイトルデザインは『なるほど!ザ・ワールド』等のロゴを手がけた山形憲一、音楽は『クイズダービー』等を手がけたたかしまあきひこが担当。夕方のニュースにおいて、あえて「ニュース」という言葉を外し、『スーパータイム』と銘打った。この番組の成功により1980年代後半以降、他の時間枠でも「ニュース」の冠を入れない番組が登場し、柔軟性を活かした報道番組の草分け的存在であった。
この『スーパータイム』の出現で、6時のニュース帯は、激戦区となって行く。3パーセントから4パーセントだったフジテレビの視聴率が、やがて2桁を取り始めたからだ。そんなとき、1985年（昭和60年）8月12日の日本航空123便墜落事故で、フジテレビの取材クルーはこの大惨事の中で生存者がいることを伝え、「FNNニュースレポート11:30」が救出作戦を生中継するという大スクープを演じ、テレビ界初の日本新聞協会賞（編集部門）を受賞したことから、以後はフジの報道イメージ全体が上がり、スーパータイムはTBSの『JNNニュースコープ』を追い抜き、トップに躍り出るようになり、番組は出演者やスタッフを替えながら、月 - 金曜版は12年間半、土日版は12年間、それぞれ続いた。

## 歴代出演者
| 1984.10.1 | 1985.3.29 | 逸見政孝1・2・3 | （放送なし）   | 幸田シャーミン4 | 幸田シャーミン4 | （放送なし） | 河村保彦1             | 江本孟紀              | （放送なし）       | （下記参照） | （放送なし）     |
| 1985.4.1 | 1986.3.30 | 逸見政孝1・2・3 | 陣内誠5        | 幸田シャーミン4 | 幸田シャーミン4 | 城ヶ崎祐子   | 長田渚左              | 森末慎二6             | 川端健嗣7          | （下記参照） | （メインが兼務） |
| 1986.3.31 | 1986.9.28 | 逸見政孝1・2・3 | 陣内誠5        | 幸田シャーミン4 | 幸田シャーミン4 | 城ヶ崎祐子   | 長田渚左              | 森末慎二6             | 三宅正治           | （下記参照） | （メインが兼務） |
| 1986.9.29 | 1087.3.29 | 逸見政孝1・2・3 | 山中秀樹5      | 幸田シャーミン4 | 幸田シャーミン4 | 城ヶ崎祐子   | 長田渚左              | 森末慎二6             | 三宅正治           | （下記参照） | （メインが兼務） |
| 1987.3.30 | 1987.9.27 | 逸見政孝1・2・3 | 山中秀樹5      | 幸田シャーミン4 | 野間脩平7       | 城ヶ崎祐子   | 長田渚左              | 森末慎二6             | 永麻理8            | （下記参照） | （メインが兼務） |
| 1987.9.28 | 1988.3.31 | 逸見政孝1・2・3 | 野間脩平7      | 幸田シャーミン4 | 安藤優子        | 安藤優子     | 長田渚左              | 森末慎二6             | 笠井信輔           | （下記参照） | （メインが兼務） |
| 1988.4.1 | 1988.7.10 | 逸見政孝1・2・3 | 黒岩祐治       | 安藤優子3・4    | 安藤優子3・4    | 小田多恵子   | 長田渚左              | 森末慎二6             | 筒井櫻子           | （下記参照） | （メインが兼務） |
| 1988.7.11 | 1989.4.2  | 逸見政孝1・2・3 | 黒岩祐治       | 安藤優子3・4    | 安藤優子3・4    | 小田多恵子   | 長田渚左              | 森末慎二6             | 塩原恒夫           | （下記参照） | （メインが兼務） |
| 1989.4.3 | 1989.9.30 | 上田昭夫3       | 黒岩祐治       | 安藤優子3・4    | 安藤優子3・4    | 小田多恵子   | 長田渚左              | 森末慎二6             | 有賀さつき         | （下記参照） | （メインが兼務） |
| 1989.10.1 | 1990.9.30 | 上田昭夫3       | 黒岩祐治       | 安藤優子3・4    | 安藤優子3・4    | 小田多恵子   | 長田渚左              | 森末慎二6             | 木幡美子           | （下記参照） | （メインが兼務） |
| 1990.10.1 | 1991.3.31 | 上田昭夫3       | 黒岩祐治       | 安藤優子3・4    | 安藤優子3・4    | 田代尚子     | 長田渚左              | 森末慎二6             | 木幡美子           | （下記参照） | （メインが兼務） |
| 1991.4.1 | 1992.3.31 | 黒岩祐治3       | 小林穂波       | 安藤優子3・4    | 安藤優子3・4    | 田代尚子     | 長田渚左              | 森末慎二6             | 松井みどり         | （下記参照） | （メインが兼務） |
| 1992.4.1 | 1993.9.26 | 露木茂9         | 山中秀樹10・13 | 安藤優子3・4    | 安藤優子3・4    | 大林典子11   | 長田渚左              | 森末慎二6             | 大坪千夏           | （下記参照） | （メインが兼務） |
| 1993.9.27 | 1994.3.31 | 露木茂9         | 山中秀樹10・13 | 安藤優子3・4    | 安藤優子3・4    | 近藤サト13   | 長田渚左              | 森末慎二6             | 佐藤里佳12・13・14 | 岩谷忠幸     | （メインが兼務） |
| 1994.4.1 | 1994.9.30 | 露木茂9         | 山中秀樹10・13 | 松山香織4       | 松山香織4       | 近藤サト13   | 上田昭夫 中井美穂     | 上田昭夫 中井美穂     | 佐藤里佳12・13・14 | 岩谷忠幸     | （メインが兼務） |
| 1994.10.1 | 1995.10.1 | 露木茂9         | 山中秀樹10・13 | 松山香織4       | 松山香織4       | 近藤サト13   | 上田昭夫 中井美穂     | 上田昭夫 中井美穂     | 佐藤里佳12・13・14 | 山形斉子     | 岩谷忠幸15       |
| 1995.10.2 | 1995.12.3 | 露木茂9         | 山中秀樹10・13 | 松山香織4       | 松山香織4       | 近藤サト13   | 上田昭夫 八木沼純子16 | 上田昭夫 八木沼純子16 | 佐藤里佳12・13・14 | 山形斉子     | 岩谷忠幸15       |
| 1995.12.4 | 1996.3.31 | 露木茂9         | 山中秀樹10・13 | 松山香織4       | 松山香織4       | 近藤サト13   | 上田昭夫 八木沼純子16 | 上田昭夫 八木沼純子16 | 佐藤里佳12・13・14 | 濱田典子     | 岩谷忠幸15       |
| 1996.4.1 | 1997.3.30 | 露木茂9         | 山中秀樹10・13 | 松山香織4       | 松山香織4       | 近藤サト13   | 上田昭夫 八木沼純子16 | 上田昭夫 八木沼純子16 | 菊間千乃           | 濱田典子     | 岩谷忠幸15       |
| - 1 『FNNニュースレポート6:00』から続投。 - 2 1985年4月 - 1987年8月『夕やけニャンニャン』の本番組ニュース告知コーナーを兼務。 - 3 スポーツコーナーのパートナーキャスターを担当（逸見は1985年4月1日から、安藤は1992年4月1日から）。 - 4 タイトルコールも担当（安藤は1988年4月1日から）。 - 5 『FNNニュース・明日の天気』『FNNニュースレポート23:30』（陣内は1986年3月まで、山中は2番組とも、永島信道の代役として、1987年1月3日・4日のみ）を兼務。 - 6 1990年7月 - 同年9月『アンテナホット7』（金曜日のみ）1991年9月30日 - 1993年4月2日 10時台の情報番組（詳細は各番組のページを参照）を兼務。 - 7 『3時のあなた』（川端は木・金曜日担当、野間は月・火曜日担当として）を兼務。 - 8 『美味しんぼ倶楽部』を兼務。 - 9 1995年10月から『ビッグ・トゥデイ』のニュースコーナーを兼務。 - 10 1993年3月まで 木曜から土曜日の『FNNスピーク』（同年4月 - 1995年3月 土曜日のみ）木・金曜日午後および日曜日昼の『産経テレニュースFNN』をそれぞれ兼務。 - 11 吉崎典子の当時の姓。 - 12 『夕食ばんざい』を兼務。 - 13 1994年10月 - 1995年9月『FNNニュース2:00』を交替制として担当。 - 14 1995年1月 - 同年3月『スポーツWAVE』のニュースコーナーを兼務。 - 15 週末の『FNNニュース ザ・ヒューマン』→『FNNスーパーニュース』も続投。 - 16 平日の『FNNニュース555 ザ・ヒューマン』→『FNNスーパーニュース』も続投。 |           |                 |                |                 |                 |              |                       |                       |                    |              |                  |

- 前述の月 - 金曜日お天気コーナーはフジテレビの若手女性アナウンサーがシフトで担当。なお濱田は当時フジテレビアナウンサーであったが、気象予報士の資格を持っていたため、「気象予報士」の肩書きで出演。

### 『FNSの日』放送時の特別キャスター
| 期間 | メイン司会          | パートナー司会    | スポーツ                | 天気                    | 中継                       |
| --- | ------------------- | ----------------- | ----------------------- | ----------------------- | -------------------------- |
| 1987年 | タモリ1・2          | 逸見政孝          | なし                    | 福井敏雄1 長野智子      | 畑正憲                     |
| 1988年 | タモリ1・2          | 露木茂2           | 笑福亭鶴瓶3 塩原恒夫    | 福井敏雄2               | 黒岩祐治                   |
| 1989年 | タモリ1・2          | 露木茂2           | 明石家さんま3 中井美穂3 | 福井敏雄2               | 横山隆晴 黒岩祐治 西村洋子 |
| 1990年 | 黒岩祐治            | 小田多恵子        | 木幡美子                | 太平シロー4 八木亜希子4 | なし                       |
| 1991年 | 武田鉄矢            | 露木茂4           | なし                    | なし                    | 須田哲夫                   |
| 1992年 | 逸見政孝4 岡本夏生4 | なし              | 木幡美子                | 木幡美子                | なし                       |
| 1993年 | 辰巳琢郎 奥山佳恵   | 安藤優子          | （不明）                | （不明）                | （不明）                   |
| 1994年5 | 露木茂              | 安藤優子 大塚範一 | （不明）                | （不明）                | （不明）                   |
| 1996年 | ラサール石井        | 松山香織          | （不明）                | （不明）                | （不明）                   |
| - 1 『タモリのニュースファクトリー』も担当。 - 2 『DATE LINE DX』も担当。 - 3 『プロ野球ニュース DX』も担当。 - 4 『FNN NEWSCOM SPECIAL』も担当。 - 5 タイトル名は「オールキャスターニュース」。 |                     |                   |                         |                         |                            |

## 放送時間
月 - 金曜版、土日版（1985年4月6日開始）ともに放送時間は一貫して変わらなかった。以下、日本時間（JST）で表記。
| 月 - 金曜日            | 月 - 金曜日                              | 土曜日                 | 土曜日                 | 日曜日                 | 日曜日                 |
| 全編                   | 全国枠                                   | 全編                   | 全国枠                 | 全編                   | 全国枠                 |
| ---------------------- | ---------------------------------------- | ---------------------- | ---------------------- | ---------------------- | ---------------------- |
| 18:00 - 19:00 （60分） | 18:00 - 18:20 （20分） （後に18:25まで） | 18:00 - 18:30 （30分） | 18:00 - 18:20 （20分） | 17:30 - 18:00 （30分） | 17:30 - 17:50 （20分） |

年末年始も休止せず通常の出演者・体裁で放送されたが、月-金曜版については日によって18:30までの短縮版で放送される場合もあった（主に正月三が日や『FNS番組対抗NG名珍場面大賞年末スペシャル』が放送される日が該当）。

## 歴史

### 番組開始の背景
1984年（昭和59年）10月の改編期を前に、フジテレビの編成部長だった中出傳二郎（のち常務）は突然、報道センター室長に替わり、新しいニュース番組を担当することになった。中出は藤村邦苗報道局長（のち副社長）らとともに、新番組の責任者として、気象庁や科学技術庁詰めだった小櫃眞佐己（のち常務）や澤雄二（のち公明党参議院議員）を引っ張り、「6時台の1時間枠で、今までにないまったく新しいタイプのニュース番組を作り出してほしい」と命じた。当時、フジテレビの夕方6時台のニュース視聴率は3パーセントから4パーセントだった。「ニュースも視聴率を上げなけりゃ、電波のムダ使いだ。新聞には"5W1H"という原稿書きの方法論があるが、テレビではこの5W1Hに何かプラスワンかツーをつけたテレビ的特色、テレビ感覚を入れてほしい」と中出は注文をつけた。小櫃と澤らにも、「これまでの各局のニュース番組に欠けているのは"感性"だ」という思いがあった。感性が出すぎると、ニュースの信頼性を失う危険性はあるが、「"感性の箱"のなかで論理の世界を扱わねばならない矛盾を矛盾として受けとめながら、とにかく感性の部分をニュースに取り入れ、そこから視聴率競争に切り込みをはかろうと」考えた。タイトル(見出し)には派手な音(効果音)をつけ、字幕スーパーをカラー化し、映像も面白くて、視聴者が見たいと思うものを出していった。こうした手法には視聴者が服装や音、刺激的な映像に気をとられ、論理がおろそかになるという批判はあった。が、論理を歪める気はさらさらなかったものの、「テレビとはそういうものだ」と割り切ったのである。

### 電子テロップ装置の開発
スーパータイム開始に合わせ、「放送用ワードプロセッサ」（BWP-5100、以下放送用ワープロ）をフジテレビと日本電気等が開発・運用開始した。それまではフジテレビに限らず、日本のテレビ局でのニュース番組における字幕スーパーは、写真植字機あるいは手書きでテロップカードと呼ばれる紙に文字や図形等を入力し、それを専用のスキャナーへ装填して映像信号へと変換させ、ニュース映像に合成していた。この放送用ワープロは、日本語用の業務用ワードプロセッサを応用した装置で、入力する書体と文字の色や大きさや文字の映像効果を変えることができ、電子的かつ即時に字幕スーパーを発生できた。使用された日本語フォントはサンケイ新聞電算技術部の協力を得た。放送用ワープロは、1984年8月から一部で、10月1日から全面的に運用を開始。主にフジテレビの報道番組とスポーツ番組限定にて運用していた。同装置はJTCウィンフォントを搭載した次世代機へ移行する1994年7月まで使用された。

### 1984年度後期 - 1987年度（逸見・幸田時代）
1984年10月1日に放送開始。メインキャスターには『FNNニュースレポート6:00』から引き続き逸見政孝（当時フジテレビアナウンサー）、フリーアナウンサーの幸田シャーミンが起用され、スポーツコーナーは月 - 水曜日は『FNNニュースレポート6:00』から野球解説者の河村保彦、木・金曜日は野球解説者の江本孟紀が担当。
1984年
- 10月1日 - 放送開始。

1985年
- 4月1日 - リニューアル。スポーツコーナーは月 - 水曜日はスポーツ記者の長田渚左、木・金曜日は体操競技選手でロサンゼルスオリンピック金メダリストの森末慎二が担当。また同番組の開始前に生放送バラエティ番組・『夕やけニャンニャン』がスタートした。
- 4月6日 - 週末版がスタート。メインキャスターは陣内誠、城ヶ崎祐子、スポーツコーナーは川端健嗣がそれぞれ担当。土曜日は『FNNニュースレポート5:30』から30分繰り下がり18:00開始となった。2001年3月31日の『FNNスーパーニュースWEEKEND』までこの体制が続いた。
- 8月12日 - 日本航空123便墜落事故が発生。夏休み期間中で地元の大阪に帰る予定のあった逸見政孝も当初定期123便ボーイング747SR-100に乗る予定だったが家族の勧めで東海道新幹線に変えた事で難を逃れる。逸見の夏休み期間中、代理メインキャスターを務めていたのが露木茂で、当番組を含めた臨時ニュースのメインキャスターを務めた功績で日本新聞協会賞を受賞。

1986年
- 3月30日 - 川端が降板。『FNNモーニングコール』の司会となる。
- 4月5日 - 週末版のスポーツコーナーに三宅正治が登板。
- 7月7日 - 第38回衆議院議員総選挙及び第14回参議院議員通常選挙の開票が行われ『ダブルマッチ'86ニャンだって16時間ぶっつづけ開票速報』が放送され司会を本番組から逸見と幸田、『FNNニュースレポート11:30』の露木が、またレポーターをおニャン子クラブが担当。バラエティ路線のかなり強い特番であったがこの傾向の選挙特番はこの回のみとなった。
- 9月28日 - 陣内が降板。営業局に異動。
- 10月4日 - 週末版のメインキャスターに山中秀樹が登板。

1987年
- 3月29日 - 三宅が降板。スポーツ実況に専念。
- 4月1日 - この日以降、幸田は、担当曜日を月 - 木曜日の週4日に縮小。
- 4月3日 - 金曜日メインキャスターとして野間脩平が登板。逸見との男性コンビとなる。
- 4月4日 - 週末版のスポーツコーナーに美味しんぼ倶楽部の総合司会担当の永麻理が登板。
- 7月18日・19日 - 『FNSスーパースペシャル1億人のテレビ夢列島』が放送され本番組も『FNNスーパータイムスペシャル』として放送。司会は同番組総合司会のタモリと平日版メインキャスターの逸見が担当。天気予報はお天気キャスターの福井敏雄と長野智子アナウンサー（当時）が、宮城県からの中継をムツゴロウさんこと畑正憲が担当した。
- 9月27日 - 山中・城ヶ崎・永が揃って降板。山中・城ヶ崎は『FNNモーニングコール』のキャスターとなり、永は『美味しんぼ倶楽部』に専念となる。
- 10月2日 - 金曜日、週末版のメインキャスターに安藤優子が登板。
- 10月3日 - 週末版のメインキャスターに金曜日メインキャスターを担当した野間脩平、スポーツコーナーは笠井信輔がそれぞれ担当。

1988年
- 3月27日 - 野間・笠井が降板。野間は『FNNスピーク』の金曜日メインキャスター。笠井は『タイム3』のキャスターとなる。
- 3月31日 - 幸田が降板。ハーバード大学ケネディスクールに留学。

### 1988年度（逸見・安藤時代）
フリーアナウンサーとなった逸見政孝と上智大学大学院グローバル・スタディーズ研究科を卒業し、それまで金曜日、週末版を担当した安藤優子の全曜日担当に昇格。
1988年
- 4月2日 - 週末版のメインキャスターに黒岩祐治（当時記者）、小田多恵子（当時記者）が登板。スポーツコーナーは筒井櫻子が担当。
- 7月10日 - 筒井が降板。
- 7月16日 - 週末版のスポーツコーナーに塩原恒夫が登板。
- 7月16日・17日 - 『FNSスーパースペシャル1億人のテレビ夢列島'88』が放送され本番組も『スーパータイムデラックス』として放送。司会は同番組総合司会のタモリと『FNNスピーク』の露木が担当。スポーツコーナーは塩原と笑福亭鶴瓶が務めた。福岡県小呂島からの中継で当時九州産業大学の学生・松村邦洋が登場。この時に片岡鶴太郎と出会い芸能界に入るきっかけとなった。また黒岩は東京上空から中継リポーターを務めた。
- 9月17日 - 10月2日 - ソウルオリンピックが開催。9月27日には競泳男子100m背泳ぎで金メダルを取った鈴木大地選手がゲスト出演。
- 11月17日 - 逸見政孝が本番前に控室で倒れ緊急入院し、番組を3日休む。フリーとして本格的な活動を始めた直後のストレスが原因であった。当時『FNN DATE LINE』を担当していた上田昭夫(当時記者)が代役として出演。

1989年
- 3月31日 - 逸見が降板。1978年10月からスタートした『FNNニュースレポート6:30』から足掛け10年半にわたる活躍だった。降板後はフリーアナウンサーだけではなくタレントとしても活躍。
- 4月2日 - 塩原が降板。スポーツ実況に専念。

### 1989年度 - 1990年度（上田・安藤時代）
『FNN DATE LINE』の司会を務めた上田が2代目メインキャスターとして移籍登板。
1989年
- 4月8日 - 週末版のスポーツコーナーに有賀さつきが登板。
- 7月15日・16日 - 『FNSスーパースペシャル1億人のテレビ夢列島'89』が放送され本番組も『スーパータイムデラックス』として放送。司会は前年同様タモリと露木が担当。スポーツコーナーを明石家さんまと『プロ野球ニュース土日版』の中井美穂。ゲスト解説委員に政治評論家の舛添要一と報道局解説委員長の竹内貞男。天気を福井が担当。
- 7月23日 - 第15回参議院議員通常選挙の開票が行われ『参院選速報“選挙列島そりゃもう大さわぎ”」』が放送。司会は『FNNスピーク』の露木とタレントの三田寛子。解説は俵孝太郎、宮川隆義、三宅久之。本番組から竹内貞男報道局解説委員長も出演。その他、海老一染之助・染太郎もゲスト出演。
- 9月30日 - 有賀が降板。
- 10月1日 - 週末版のスポーツコーナーに木幡美子が登板。

1990年
- 2月18日 - 第39回衆議院議員総選挙の開票が行われ『スーパータイム選挙スペシャル』が放送。司会は上田と安藤、レポーターは『FNNスピーク』の露木と『FNN DATE LINE』の木村太郎。解説は舛添要一、野坂昭如、堺屋太一、田英夫、山口敏夫、猪瀬直樹。
- 7月21日・22日 - 『FNSスーパースペシャル1億人のテレビ夢列島'90』が放送され、本番組も『FNNスーパータイムスペシャル』として放送。司会は通常の黒岩・小田コンビが海部俊樹内閣総理大臣（当時）自宅前（敷地内）からニュースを伝え、木幡がスタジオアルタからスポーツを伝え、天気予報は太平シローと八木亜希子が県境に建つ家から伝える特別構成で放送された。
- 9月30日 - 小田が降板。報道局ディレクターに専念する。
- 10月6日 - 週末版のメインキャスターに田代尚子が登板。

1991年
- 3月29日 - 上田が降板。報道記者に転じる。
- 3月30日 - 19:00 - 20:54枠にて本番組の番外編『スーパータイムスペシャル ニュース好プレー珍プレー』を放送。司会はこの4月より『FNN World Uplink』に出演する露木とパリ特派員としてレポーターを務める河野景子、そして当時『志村けんのだいじょうぶだぁ』のレギュラーであったタレントの田代まさしが担当。
- 3月31日 - 木幡が降板。『おめざめ天気予報』のキャスター（月 - 水曜日担当）と『FNN World Uplink』の天気キャスター（金曜日担当）に異動する。

### 1991年度（黒岩・安藤時代）
週末版のメインキャスターを務めた黒岩が平日版に異動。週末版メインキャスターは『FNNモーニングコール』や『FNN朝駆け第一報!』の司会を務めた小林穂波が務めた。
1991年
- 4月6日 - 週末版のスポーツコーナーは松井みどりが登板。
- 7月20日・21日 - 『FNSスーパースペシャル1億2000万人のテレビ夢列島'91』が放送され本番組も『FNNスーパータイムスペシャル』として放送。司会は当時『101回目のプロポーズ』に出演していた俳優・タレントの武田鉄矢と『FNN World Uplink』の露木が、東京上空からのヘリ中継は『タイム3』の須田哲夫が担当。

1992年
- 3月29日 - 小林・田代・松井が揃って降板。小林は人事異動で外信部デスクとなり、また『週刊フジテレビ批評』のコメンテーターとなる。田代は『FNN World Uplink』のパリ中継の為、パリ支局に異動。松井はスポーツ中継に専念。
- 3月31日 - 黒岩が降板。『報道2001』の司会となる。

### 1992年度 - 1993年度（露木・安藤時代）
『FNN World Uplink』の司会を務めた露木が平日版メインキャスター、大林典子、『FNNスピーク』の金曜日メインキャスターを務め、木曜日 - 土曜日→土曜日のメインキャスターと兼務する山中が週末版メインキャスターとして登板。
1992年
- 4月1日 - 平日版リニューアル。露木がメインキャスターとして登板。番組冒頭、露木は「今日から私、『スーパータイム』を担当することになりました。どうぞよろしくお願いします。エイプリルフールではありません」と登板の挨拶をした。
- 4月4日 - 週末版リニューアル。4年半ぶりに山中が再登板。スポーツコーナーは大坪千夏が登板。
- 7月18日・19日 - 『FNSスーパースペシャル1億2000万人の平成教育テレビ』が放送され、本番組も『FNNスーパータイムスペシャル』として放送。司会は初代メインキャスターで『平成教育委員会』の司会者であった逸見と同じく『平成教育委員会』の解答者であった岡本夏生が担当。スポーツ・天気コーナーは『モーニングLIVE』および『FNN World Uplink』（いずれも、木・金曜日担当）さらに、『FNNスピーク』土曜版の木幡が担当。この日の放送では、第1回放送のオープニング部分とエンディング（関東ローカル）部分の一部が放送された。
- 7月26日 - 第16回参議院議員通常選挙が開票され『スーパータイム選挙スペシャル』が放送[11]。司会は露木と安藤。コーナー司会に『上岡龍太郎にはダマされないぞ!』の上岡龍太郎が担当。コメンテーターは早坂茂三と野坂昭如。

1993年
- 4月1日 - FCIワールドコーナーが設けられ、ニューヨーク支社特派員として城ヶ崎が5年半ぶりに再登板。同時にオープニング演出及びCMに突入時のアタック音楽も変更となる。
- 7月18日 - 第40回衆議院議員総選挙が開票され『スーパータイム選挙スペシャル』が放送。司会は露木と安藤、レポーターは前メインキャスターで『報道2001』司会の黒岩が担当。
- 7月24日・25日 - 『FNS大サービスバラエティー1億2450万人の平成教育テレビ』が放送され、本番組も『FNNスーパータイムスペシャル』として放送。月-金曜版メインキャスターの安藤と『平成教育委員会』解答者の辰巳琢郎、奥山佳恵が担当。
- 9月26日 - 大林・大坪が降板。大林は半年の休養の後、『おはよう!ナイスデイ』のキャスターに再就任。大坪は『タイムアングル』のキャスターとなる。
- 9月27日 - 平日版のお天気コーナーに気象予報士の岩谷忠幸が登板。
- 10月1日 - 10年目に突入。同時に『スーパータイム関東』が放送開始。また進行胃癌（スキルス胃癌）で入院中の逸見からメッセージが届く。メッセージは、安藤が代読した。
- 10月2日 - 週末版のメインキャスターに『FNN おはよう!サンライズ』から近藤サト、スポーツコーナーに佐藤里佳が登板。
- 12月25日 - 平日版初代メインキャスターの逸見が末期のスキルス胃癌・再発転移による癌性悪液質の為死去（享年48）。この日の当番組でも逸見の死をトップニュースで伝え、逸見が入院していた東京都内の病院前からの中継を担当した吉沢孝明はリポートの締めくくりにフジテレビアナウンサー時代の逸見との思い出を語ったほか、平日版メインキャスターの露木のお悔やみのコメントも放送された。そして、週末版のメインキャスターだった山中はニュースの最後に「今日はスタジオにいる私にとっても、中継に出ているアナウンサーにとっても辛い1日となりました。（逸見さんは）プロのアナウンサーでした。ご冥福をお祈り致します」とコメントした。また、この日は逸見の死去を受け、本番組の後続の時間帯（18:30 - 19:54）に『追悼・衝撃のガン告白から110日…逸見政孝さんついに逝く』を急遽放送した（テレビ大分・鹿児島テレビでは土曜日の19時台が日本テレビの『なんだろう!?大情報!』をネットしている関係〈鹿児島テレビは当時〉上非ネット。遅れネットも行わず。前述の2局は、日本テレビ系においての逸見の緊急追悼特番の方を同時ネットした）。
- 12月27日 - 逸見政孝の葬儀・告別式をトップで伝え、露木が葬儀の様子を、安藤がフジテレビ前で逸見の棺を乗せた霊柩車が通過した様子をそれぞれリポートした。その後在りし日の逸見の映像を流し、安藤が号泣する場面があった。

1994年
- 3月25日 - 『スーパータイム関東』が放送終了。
- 3月30日 - 長田が降板。ノンフィクション作家に専念。
- 3月31日 - 安藤・森末が降板。安藤は同年4月1日開始の『ニュースJAPAN』のメインキャスターへ異動。以降、2000年4月に『スーパーニュース』のメインキャスターに就任するまで夕方の時間帯から離れる事となる。

### 1994年度 - 1996年度（露木・松山時代）
『報道2001』の司会を務めた元中部日本放送（現：CBCテレビ）アナウンサーで、フリーアナウンサーの松山香織が安藤と入れ違いでメインキャスターとして登板。また、前月まで『FNNおはよう!サンライズ』の司会を担当し、慶応義塾大学のラグビー部の監督に再就任した2代目メインキャスターの上田、『プロ野球ニュース』を担当していた中井がスポーツキャスターとして登板。
1994年
- 7月23日・24日 - 『FNS総力スペシャル1億2500万人の平成夏休みバラエティー』が放送され、『オールキャスターニュース』として司会は本番組から露木、前メインキャスターで『ニュースJAPAN』の安藤、『めざましテレビ』の大塚範一が担当。
- 10月1日 - 平日版を担当した岩谷が、週末版に異動。
- 10月3日 - 10周年。これを機にオープニング演出およびセットが一新。また新たに気象予報士として山形斉子が登板。
- 10月8日 - この日、ナゴヤ球場でプロ野球セ・リーグの中日ドラゴンズと読売ジャイアンツの同率首位同士による最終戦（勝ったチームが優勝・いわゆる10.8決戦）が行われ、この日の本番組でも番組冒頭からナゴヤ球場から生中継を実施。この日は番組のほとんどをこの試合の中継に充て、冒頭数分間ナゴヤ球場からの中継を伝えた後、山中は「今日はナゴヤ球場以外のニュースは3つ、4分20秒しかお伝え出来ません。ほとんどナゴヤ球場の中継になります」と告げ、一旦他のニュースを伝えた後再び野球中継に切り替えた。

1995年
- 1月17日 - この日の早朝に阪神・淡路大震災（兵庫県南部地震）が発生。昼頃から報道特番体制となり、昼過ぎ以降は本番組の露木・松山が進行を担当。18:00 - 19:00の間は通常通り『スーパータイム』として放送されたが、この日は午後帯の報道特番からの流れで、普段使用している第7スタジオからではなく報道フロアからの放送[注釈 5]となり、内容も終盤にこの日会派離脱届提出の動きがあった社会党に関するニュースや関東地方の天気予報を伝えた以外は全て関西テレビの『FNNアタック600』（近畿地区のローカルパート）のスタジオと結びながら地震関連のニュースで持ち切りだった。
- 4月8日 - 『FNNスピーク』の木 - 土曜日→土曜日メインキャスターと兼務して務めていた山中がこの日以降、本番組に専念となる。
- 7月23日 - 第17回参議院議員通常選挙が開票され、『激動待ったなし!!FNN参院選スペシャル』が放送。司会は本番組から露木、前メインキャスターで『ニュースJAPAN』の安藤が担当。コメンテーターは舛添要一と『めざましテレビ』より森田実が務めた。
- 9月29日 - 中井が降板。同年12月、ヤクルト選手・古田敦也と結婚し退社、フリーアナウンサーとなる。
- 10月2日 - 平日版のスポーツキャスターとしてフィギュアスケート選手の八木沼純子が登板。この日のスポーツコーナーはスケート場から生中継で行われ、コーナー冒頭八木沼が滑りを披露したが、転倒するハプニングがあった。
- 12月1日 - 山形が降板。
- 12月4日 - 平日版のお天気コーナーに気象予報士の資格を取った濱田典子が登板。

1996年
- 3月29日 - FCIワールドコーナーが終了。城ヶ崎は帰国後、広報局に異動。
- 3月31日 - 佐藤が降板。『めざまし天気』、『夕食ばんざい』、『風まかせ 新・諸国漫遊記』の専念となる。
- 4月6日 - 週末版のスポーツコーナーに菊間千乃が登板。
- 7月13日・14日 - 『FNSの日十周年記念1億2500万人の超夢リンピック』が放送され、本番組も『FNNスーパータイムスペシャル』として放送。司会は『平成教育委員会』解答者のラサール石井と平日版メインキャスターの松山が担当。
- 9月30日 - この日からオープニング演出を大幅に簡略化。平日版の場合、冒頭5秒間トップ項目のニュース映像をバックにタイトルCGを表示[注釈 6]し、その後すぐスタジオに映像が切り替わりキャスター挨拶→トップニュースという形となり、ヘッドラインは廃止された（ネットスポンサーの前提供クレジットは最初のCM入り前に移動）。また、同時にニュース部分のVTR導入時のアタック音やCM前ジングルなどの各種演出も一新された。
- 10月20日 - 第41回衆議院議員総選挙が開票され、『FNN選挙の鉄人』が放送。司会は本番組から露木、前メインキャスターで『ニュースJAPAN』の安藤、『めざましテレビ』の大塚と八木亜希子、『プロ野球ニュース』・『料理の鉄人』の福井謙二が担当。
- 12月ごろ - 翌年3月の放送終了を発表[要出典]。

1997年
- 3月10日 - フジテレビのお台場への本社移転に伴い、新社屋（現社屋）から放送開始。ただ、この3週間後に番組が終了する事となっていた為スタジオセットは組まれず、報道フロアの一角に河田町の旧社屋から持ってきたテーブルを置いて放送していた（スポーツコーナーはお台場の夜景を見渡す社内の渡り廊下に看板とテーブルを置いて放送した）。
- 3月28日 - 平日版終了。特集コーナーでは歴代キャスター陣の取材シーンやハプニング映像をまとめた特別企画を放送。また、「NEWS SCRAMBLE」のコーナーでフジテレビのプロデューサーと芸能事務所の社員が少女に暴行した容疑で逮捕されたニュースを報じた際、露木が「『スーパータイム』最後の日に、私ども身内の大馬鹿者のニュースをお伝えしなければならないのは大変情けないと思います」と前置きでコメントした場面があった。そして番組終盤の天気予報の後、露木・松山が各々挨拶を行い、露木は本番組を担当した5年間は自分のアナウンサー生活の中で一番激動した時期だったと振り返った。その後、後継番組『FNNニュース555 ザ・ヒューマン』のメインキャスター・笠井、笹栗実根から露木・松山に花束が贈られた。エンディングでは濱田・上田も挨拶を行い（濱田には次番組の天気キャスター・三井良浩から花束が贈られた）、露木が笠井・笹栗に「24時間頑張ってください」とエールを送った。最後は松山が「どうもありがとうございました」と視聴者に感謝し、番組は終了した。終了後、露木は『報道2001』の司会を、松山は『ニュースJAPAN WEEKEND』のメインキャスター、上田はラグビー部の監督に専念と同時にスポーツ局スポーツ業務推進センター・スポーツ業務部デスク担当部長となる。濱田は同時期に福原直英と結婚し、フジテレビを退社。フリーとして『Grade-A』を担当。八木沼は引き続き次番組のスポーツコーナーを担当。
- 3月30日 - 週末版終了（放送回数：4497回）。終了後、山中は『森田一義アワー 笑っていいとも』のテレフォンアナウンサーに専念。近藤は『FNNスピーク』の月-金曜版メインキャスターとなる。菊間は『めざましテレビ』のリポーターに専念。岩谷は引き続き次番組の天気コーナーを担当。

## 主なコーナー
月 - 金曜日
- オープニング[注釈 7]（18:00）
- ヘッドライン
  - 初期は「それでは今日の主な項目です。」のセリフをきっかけに通常は前半FNN全国ニュースから2 - 3項目→後半ネット各局のローカルニュースから2 - 3項目（フジテレビは特報とスポーツの内容）という体裁。オープニングの挨拶はフジテレビのみの放送だったため、ヘッドラインが終わった後に全国向けに改めて挨拶を入れた。
  - 中期以降は各局出しのオープニングロゴ[注釈 8]とともにヘッドラインを開始し、1994年10月からはフジテレビから全国ニュース2項目、各局からローカルニュース2項目（フジテレビは特報とスポーツの内容）という体裁になった[注釈 9]。提供クレジットとオープニングをヘッドライン後に回す形となった。
- FNN全国ニュース（中断CM2枠あり。CM2前は、フジテレビでは関東ローカルにCM3明けの内容を表示。フジテレビ以外では何も表示しない局や、自局ローカル枠の予告テロップを送出する局もあった。[注釈 10]）
- 提供クレジット（18:22〈初期は18:20〉）
  - 東京都内の天気カメラの中継映像をバックに、まずネットスポンサーの後提供クレジットを全国送出で表示[注釈 11]。フジテレビ以外のネット局ではネットスポンサーの後提供クレジットを表示し終えたところで各局送出の映像に切り替えられる。その後、関東地区ではバックの映像はそのまま（1995年からはタイトルコール後は特報のVTRに切り替え）でオープニングとは別パターンのタイトルCG（1993年3月まではテロップ表示）がと共に「スーパーターイム!!」のタイトルコールが流れた後、関東ローカルスポンサーの前提供クレジットが表示されていた[注釈 12]他、岡山放送など一部の系列局でもタイトルコールが流れていた。
  - 北海道文化放送では全国パートからローカルパートへの切り替えの際、全国パートの提供スーパー終了後、フジテレビからのネット回線の映像を縮小して、札幌市内の天気カメラの映像を一旦2画面にした状態で映し出し、ネット回線映像を先に左へスライドアウトしてから札幌市内の天気カメラの映像をズームする形で画面いっぱいに表示し、ニューススタジオに切り替わる構成をとっていた。
  - FNNでもキー局フジテレビに従属的な東海テレビの場合は、ローカル切り替えを行う際に全国のニュースを終了する上でのスポンサー表示後、同局のスタジオでメインキャスター（高井 一ら）がキャスターデスクに着席してスタンバイ中の光景が提供スポンサーのバックとして映し出されていた。その後、キー局版スーパータイムの構成などに変更などがあると全国ニュースの提供スポンサーの背景として名古屋市内のビル群などを映し出すようになり、『FNNスーパータイム』以上に硬派気味な番組内容を『イブニングニュース600』の頃から実施していた。
- 特報（18:24、関東ローカル、ネット局はローカルニュース（ローカルパートの内容に関しても各局任意で編成）、中断CMあり/初期は「NEWS JOCKEY」・「外信コーナー 〜松浦さんの海外うらおもて〜」）
  - 記者やキャスターによる実験・体験ものから検証・密着まで硬軟にとらわれない様々な企画が放送された[12]。逸見・幸田時代には「ニュース塾」と題して視聴者からの投稿ビデオコーナー、露木・松山時代には「FNNスーパー映像」と題してFNN系列各局から届いた季節ものやハプニング映像を紹介する企画も放送されていた。
  - 重大ニュースが起きた日は全国枠を拡大し、このコーナー枠を使ってその他のニュースを伝える。
- NEWS JOCKEY（18:34、関東ローカル、ネット局は引き続きローカルニュース）
  - 関東各地の話題やニュース、視聴者から送られてきた映像、フジテレビからのお知らせなどを紹介。ここでのアタック音は全国パートとは異なりピアノの音だった。このコーナーでは椅子に座る形で進行が行われ、キャスターの前には視聴者からの情報提供のための電話番号が書かれたプレートがあった。1994年10月からはこのコーナー専用の椅子とテーブルが設けられ電話番号のプレートはCGになった。
- スポーツ（18:40、愛称は「わくわくスポーツ」。全国ネット〈関西テレビを除く〉、東海テレビも独自の時期あり）
  - スタジオセットの右端（1994年10月からは左端）に設けられた専用セットから伝えていた。場合によっては現役アスリートがゲスト出演する事もあった。
- きょう1日 → NEWS SCRAMBLE（18:47、関東ローカル、ネット局は再びローカルニュース・天気予報）
  - 「きょう1日」時代は岡山放送・山陰中央テレビでもネットされていた。初期のきょう1日は街の映像などをバックに今日起きたニュースや天気予報・為替などを電子テロップで表示し、その後はキャスターが出てきて短いトークなどをして一旦中締めとなり、天気予報に繋がる[注釈 13]。
  - 「NEWS SCRAMBLE」はミニ特集かニュースを数項目読み上げていた。
- 天気予報・エンドカード（18:53、初期は「きょう1日」・エンドカード・天気予報の順）
  - 放送初期は、先に「スーパータイム」としてのエンドカードを出した後に別途天気予報のタイトル・エンドカードを表示していたが、1980年代末期からは天気予報のエンドカードを無くしたうえで天気予報の後に「スーパータイム」としてのエンドカードを出す形となった[注釈 14]。
  - 天気予報は1994年9月まではお天気カメラの映像が表示された窓状のクロマキーがある専用セットにキャスターが立って、お天気キャスターと対話する形で放送していた。1994年10月からはスタジオセットの背景をクロマキー[注釈 15]にする事で対応している。天気予報を伝え終わるとメインキャスターが軽めのフリートークと締めの挨拶をして番組は終了する。
  - 天気予報は殆どの場合フジテレビの構内だが、イベントや観光地など中継先から天気を伝える場合もあった（この場合は「NEWS JOCKEY」でも繋ぐ事があった）。濱田がキャスターになってからはスタジオからクロマキー合成によるCG画面をバックに伝え、お台場に移転した最後の3週間は７階の屋上庭園（後に「フジさんテラス」という名称が付く）から伝えていた。BGMには服部克久『ディオリッシモ・残香』が長らく使われていた。

土・日曜日
- オープニング（土曜：18:00・日曜：17:30、中断CMあり）
- 全国ニュース
- スポーツ
- フラッシュニュース
- ローカルニュース（土曜：18:20・日曜：17:50、オープニング映像→中断CMあり）
- 天気予報
  - 前半は全国の予報、後半は関東地方の予報と季節の話題1本という流れで、全国天気の部分は一部の地方局でもネットされていた。
- 終了タイトル
  - 土日版のヘッドラインは月-金曜版と違い、オープニングタイトル終了後すぐ始まっていた。東海テレビは1993年3月までヘッドライン終了後に飛び乗っていた。その後、1994年10月以降は月-金曜版と同様番組開始と同時にヘッドラインが始まっていた。ただ、月 - 金曜版とは異なりヘッドラインは石井康嗣ではなくメインキャスターの山中・近藤が生で読み上げていた。
  - フジテレビは日曜日のみノンスポンサーだったため1996年9月までは提供部分に日付テロップを、10月以後はCM明けの予告テロップを2回（2回目は関東のみ）出す事で対応していた。また、土日版ではネットスポンサーがなかった。
  - 天気予報・終了タイトルは、お天気カメラの映像が表示されたクロマキー（月-金曜版と異なり画面全体）の前にキャスターが座って放送していた。男性キャスターは正面を向いていたが女性キャスターは斜め45度で浅めに腰掛けるという特色があった。エンドカードは月-金曜版とは違っていた。

## ネット局の番組名の変遷
番組開始当初から数年間、この番組はテレビ静岡・テレビ愛媛・テレビ西日本・鹿児島テレビの4局を除いて地域ごとに独自のタイトルに差し替えていた（ただし、この4局もフジテレビと全く同一のタイトルではなく、例えばテレビ静岡においては『FNN テレビ静岡 スーパータイム』など、各ネット局の名前も入った番組タイトルとなっていた。）。
このため、キー局フジテレビでは『スーパータイム』のオープニングをベースに番組タイトルを各局のものに差し替えたオープニング用VTRも制作・提供していた。ただし連続するスポンサークレジットは、急なスポンサー降板に備えて東京から送られていたため、オープニングとスポンサークレジットでは本来同じタイトルバックのはずがズレが生じていた（BGMはスポンサークレジットの都合のため東京から送られていたがテレビ大分のように地元局発に差し替えた局もあった）。また、同じ理由で、当番組の前の時間帯（17時台）に放送されていた『夕やけニャンニャン』のニュースコーナーでは『スーパータイム』の名前が使えずに「6時のニュース」等と表現したり、全国のニュースの冒頭の『主な項目』（＝ヘッドライン）の紹介の直後に（系列各局がフジテレビからの放送に飛び乗るタイミングで）「全国の皆さん、こんばんは」と挨拶をしたりしていた（1993年3月31日まで）。ちなみにこの挨拶は、後年、当番組とほぼ同じ時間帯にて2018年4月から2019年3月まで放送されていた『プライムニュース イブニング』及びその後継番組『Live News it』→『イット!』の18時台全国ネット枠冒頭のキャスター挨拶にも取り入れられている。もう一つこの両番組の共通する事項は番組のテーマソングである。フジテレビではテーマソングに月-金曜版女性キャスターによる"Super Time!"のタイトルコールが乗っていた。一方でネット局向けにはタイトル差し替えの場合は乗せていなかった。『プライムニュース イブニング』及びその後継番組『Live News it』→『イット!』では番組コールの乗っているものと乗っていないものを各々配布、タイトルコールは各局で差し替えるなどして対応できるように配慮がなされるようになった。
フジテレビ特有の挨拶の理由は、FNNの場合、スーパータイム以前は長らく6時から全国ニュース、6時半からローカルニュースだったので、フジテレビ以外の系列局の固定視聴者層に配慮して、1時間の全国・ローカル混合型へ改編する際、秋田テレビ、山陰中央テレビ以外の局ではローカルニュース担当キャスターの挨拶にほぼ差し替えられていた。その為キー局のフジテレビは上述の通り挨拶が重複。関東エリアと全国への挨拶を行っていた。ちなみにフジテレビ以外の他系列はその当時すべて、ワイド化する以前は6時台後半に全国ニュースを持ってきていた。 斬新な編成は画期的であり、最終的に高い人気を博し、当時の民放の雄TBS「ニュースコープ」を終了させるなど、営業的には大成功を収めた。しかし内容面では系列との軋轢が多く、全国ニュースはあくまでも「ローカルニュースワイドの前半部に内包する枠」という立ち位置だった為、系列局のタイトルが違うことにより、関東の視聴者層の中にはスーパータイムは関東ローカルだと思っていた人が多くいた。また、前番組では全国ニュースの枠の中に挿入していたスポーツコーナーを、この番組においてでは別立てにしたため、全国ニュースの枠というのは正味20分足らずだった。
土日版も同様に差し替えた地域に配慮して、冒頭の挨拶では「○月○日土曜日（日曜日）のニュースです」（1995年以降は「○月○日土曜日（日曜日）です」）と言っており、番組名は入れていなかった。1994年9月までは挨拶の際にキャスター名をフルネームで言っていたが、その後は挨拶と日付 • 曜日のみなった。
番組放送後期にさしかかった頃には福島テレビ『FTVテレポート』、関西テレビ『アタック600（日曜日はアタック530）』、テレビ大分『ニュースインおおいた』（ただし、福島テレビは1985年12月までの月-金曜・土曜のネットパートを独立番組扱いならびに1993年3月までの日曜日を、テレビ大分は1985年度の日曜版にスーパータイムのタイトルを使用していた）の3局（＋日曜日はここに『中日新聞テレビ日曜夕刊』に差し替える東海テレビ・富山テレビ・石川テレビが加わり6局）を除くネット局（あくまでこの番組放送当時だが）で「スーパータイム」に番組タイトルが統一されていた（1992年4月から）。
以下に表記するネット局による差し替えタイトル表は、番組放送当時のものである。下の表で1984年10月番組開始となっている番組は、テレビ新広島を除いて土日版は1985年4月放送開始であるが、煩雑になる為注記を省略した。また、●は『スーパータイム』が放送開始した1984年10月以前からの番組名を引き継いでいる番組である（「FNN」が付けられたものや、「600」など数字部分のみの変更も含む）。
| 放送局名                                     | 番組名 |
| -------------------------------------------- | --- |
| CX フジテレビ （基幹・報道部番組制作局）     | FNNスーパータイム |
| UHB 北海道文化放送                           | 1984年10月1日 - 1985年3月29日：FNN イブニングニュース / キリンお天気ジョッキー（月 - 金曜） 1985年4月1日 - 1988年3月31日：FNNイブニングニュース / キリンお天気ジョッキー（月 - 金曜）、FNNイブニングニュース（土曜）、uhbニュースレポート5:30 FNN / 道新ニュース・天気予報（日曜） 1988年4月1日 - 1993年9月30日：FNN uhbスーパータイム → uhbスーパータイム FNN / キリンお天気ジョッキー（月 - 金曜）、FNN uhbスーパータイム → uhbスーパータイム FNN（土日） 1993年10月1日 - 1996年3月31日：FNNスーパータイムHOKKAIDO / キリンお天気ジョッキー → ホクレンお天気アイズ（月 - 金曜）、uhbスーパータイム FNN（土日） 1996年4月1日 - 1997年3月30日：uhbスーパータイム FNN / ホクレンお天気アイズ（月 - 金曜）、uhbスーパータイム FNN（土日）                                                                                            |
| mit 岩手めんこいテレビ （1991年4月1日開局）  | 1991年4月1日 - 1997年3月30日：mitスーパータイム FNN |
| OX 仙台放送                                  | 1984年10月1日 - 1985年3月29日：FNN仙台放送イブニングニュース●（月 - 金曜） 1985年4月1日 - 1988年3月31日：FNN仙台放送イブニングニュース（全曜日） 1988年4月1日 - 1997年3月30日：FNN仙台放送スーパータイム ※1992年4月3日 - 1994年9月30日は『FNNとうほく 金曜ニュース一番星』（OX・mit・YTS（1993年3月26日まで）・AKT・FTV）、1994年10月3日 - 1996年12月は『夕やけTV編集局』、1997年1月6日 - 9月26日は『ほっとチャンネル』として放送。 |
| AKT 秋田テレビ                               | 1984年10月1日 - 1985年3月29日：FNNテレポートあきた / お天気ダイアリー●（月 - 金曜） 1985年4月1日 - 1989年4月2日：FNNテレポートあきた / お天気ダイアリー（月 - 金曜）、FNNスーパータイム / AKTニュース・お天気ダイアリー（土日） 1989年4月3日 - 1997年3月30日：FNN AKTスーパータイム→AKTスーパータイム FNN（月 - 金曜）、FNNスーパータイム / AKTニュース・お天気ダイアリー（土日） |
| YTS 山形テレビ （現：テレビ朝日系列）        | 1984年10月1日 - 1985年3月29日：FNN YTSニュースワイド60（月 - 金曜） 1985年4月1日 - 1987年3月31日：FNN YTSニュースワイド60（月 - 金曜）、FNN YTSニュースワイド60 / YTSニュース・天気予報（土日） 1987年4月1日 - 1993年3月31日：FNN YTSニュース スーパータイム → YTSニュース スーパータイム FNN ※1993年3月31日で番組終了。 |
| SAY さくらんぼテレビ                         | 1997年3月15日 - 3月30日：スーパータイム ※約2週間のサービス放送期間中のみの放送だったため、最後までタイトルに「FNN」が付かなかった。サービス放送開始当初はローカル枠も全てフルネットだったが最後の1週間のみ山形ローカル枠が設けられ、スポーツコーナーの後に15分程度放送された。 |
| FTV 福島テレビ                               | 1984年10月1日 - 1985年3月29日：FNNスーパータイム / FTVテレポート●（月-金曜） 1985年4月1日 - 1986年1月5日：FNNスーパータイム / FTVテレポート（月 - 土曜）、FNNスーパータイム（日曜） 1986年1月6日 - 1993年3月28日：FNN FTVテレポート / お天気リポート（月 - 土曜）、FNNスーパータイム（日曜） 1993年3月29日 - 1996年6月30日：FNN FTVテレポート / お天気リポート（月 - 土曜）、FNN FTVテレポート（日曜） 1996年7月1日 - 1997年3月30日：テレポート525（月 - 金曜17時台） / FNN FTVテレポート / お天気リポート（月 - 土曜18時台）、FNN FTVテレポート（日曜） |
| NST 新潟総合テレビ （現：NST新潟総合テレビ） | 1984年10月1日 - 1985年3月29日：FNN NSTワイド6:00 / お天気ホットライン●（月 - 金曜） 1985年4月1日 - 1990年9月30日：FNN NSTワイド6:00 / お天気ホットライン（月 - 金曜）、FNNスーパータイム / NSTニュースコーナー・天気予報（土日） 1990年10月1日 - 1993年3月31日：NSTニュース予告編 / NSTスーパータイム FNN（月 - 金曜）、FNNスーパータイム / NSTニュースコーナー・天気予報（土日） 1993年4月1日 - 1997年3月30日：NSTスーパータイム予告編 / NSTスーパータイム FNN（月-金曜）、FNNスーパータイム / NSTニュースコーナー・天気予報（土日） |
| NBS 長野放送                                 | 1984年10月1日 - 1985年3月29日：FNN NBSイブニング6:00●（月 - 金曜） 1985年4月1日 - 1990年4月1日：FNN NBSイブニング6:00（月 - 土曜）、FNN NBSイブニング5:30（日曜） 1990年4月2日 - 1997年3月30日：FNN NBSスーパータイム NEWS&SPORTS |
| SUT テレビ静岡                               | 1984年10月1日 - 1985年3月29日：FNNテレビ静岡スーパータイム / HOT6 GOGO（月 - 金曜） 1985年4月1日 - 1997年3月30日：FNNテレビ静岡スーパータイム / HOT6 GOGO（月 - 金曜）、FNNテレビ静岡スーパータイム（土日） |
| T34 → BBT 富山テレビ                         | 1984年10月1日 - 1985年3月29日：FNNイブニングワイド6:00（月 - 金曜） 1985年4月1日 - 1986年3月30日：FNNイブニングワイドとやま6:00（月 - 土曜）、中日新聞テレビ日曜夕刊 FNN（日曜 / 現在も『FNN北陸中日新聞 日曜夕刊』として放送中） 1986年3月31日 - 1992年4月5日：FNNスーパータイムとやま（月 - 土曜）、中日新聞テレビ日曜夕刊 FNN（日曜 / 現在も『FNN北陸中日新聞 日曜夕刊』として放送中） 1992年4月6日 - 1994年3月27日：スーパータイムとやま530 / FNNスーパータイムとやま（月 - 金曜）、FNNスーパータイムとやま（土曜）、中日新聞テレビ日曜夕刊 FNN（日曜 / 現在も『北陸中日新聞 サンデーNews FNN』として放送中） 1994年3月28日 - 1997年3月30日：5時ってうきうき / FNNスーパータイムとやま（月 - 金曜）、FNNスーパータイムとやま（土曜）、中日新聞テレビ日曜夕刊 FNN（日曜 / 現在も『北陸中日新聞 サンデーNews FNN』として放送中） |
| ITC 石川テレビ                               | 1984年10月1日 - 1985年3月29日：FNNニュースワイド石川6:00●（月 - 金曜） 1985年4月1日 - 1986年3月31日：FNNニュースワイド石川6:00（月 - 土曜）、中日新聞テレビ日曜夕刊 FNN（日曜 / 現在も『北陸中日新聞 サンデーNews FNN』として放送中） 1986年4月1日 - 1997年3月30日：FNN石川テレビスーパータイム（月 - 土曜）、中日新聞テレビ日曜夕刊 FNN（日曜 / 現在も『北陸中日新聞 サンデーNews FNN』として放送中） |
| FTB 福井テレビ                               | 1984年10月1日 - 1985年3月29日：FNN福井テレビニュース6:00●（月 - 金曜） 1985年4月1日 - 1987年10月4日：FNN福井テレビニュース6:00（月 - 金曜）、FNN福井テレビニュース6:00/FNN福井テレビニュース（土曜・全国とローカルを分割）FNNスーパータイム/FNN福井テレビニュース（日曜・全国とローカルを分割） 1987年10月5日 - 1990年4月1日：FNN福井テレビスーパータイム（月 - 金曜）、FNN福井テレビスーパータイム/FNN福井テレビニュース（土・日曜・全国とローカルを分割） 1990年4月2日 - 1997年3月30日：FNN福井テレビスーパータイム |
| THK 東海テレビ                               | 1984年10月1日 - 1985年3月29日：FNNイブニングニュース600●（月 - 金曜） 1985年4月1日 - 1990年4月1日：FNNイブニングニュース600（月 - 土曜）、中日新聞テレビ日曜夕刊 FNN（日曜 / 現在も放送中） 1990年4月2日 - 1997年3月30日：FNN東海テレビスーパータイム（月 - 土曜）、中日新聞テレビ日曜夕刊 FNN（日曜 / 現在も放送中） |
| KTV 関西テレビ                               | 1984年10月1日 - 1985年3月29日：FNN KTVアタック600●（月 - 金曜） 1985年4月1日 - 1986年3月30日：FNN KTVアタック600（月 - 金曜）、KTVニュース FNN（土日） 1986年3月31日 - 1987年3月30日：FNN KTVアタック600 （月 - 土曜）、KTVニュース FNN（日曜） 1987年3月30日 - 1997年3月30日：FNN KTVアタック530→FNNアタック600（月 - 土曜）：FNN KTVアタック530 → FNNアタック530（日曜） ※年末年始のみ『KTVニュース FNN』として放送された時期がある。 |
| TSK 山陰中央テレビ                           | 1984年10月1日 - 1985年3月29日：FNN TSKイブニングワイド（月 - 金曜） 1985年4月1日 - 1988年4月3日：FNN TSKイブニングワイド（全曜日） 1988年4月4日 - 1997年3月30日：FNN TSKスーパータイム → TSKスーパータイム FNN ※年末年始のみは『FNNスーパータイム』として放送。 |
| OHK 岡山放送                                 | 1984年10月1日 - 1985年3月29日：FNN OHK報道センター6:00（月 - 金曜） 1985年4月1日 - 1988年3月31日：FNN OHK報道センター6:00（月 - 金曜）、FNNニュースレポート6:00 / OHKニュース（土曜）、FNNニュースレポート5:30 / OHKニュース（日曜） 1988年4月1日 - 1997年3月30日：FNN OHKスーパータイム → OHKスーパータイム FNN ※1992年10月10日 - 1997年3月29日、土曜のみは『OHKスーパータイムWEEKLY』として放送。 |
| TSS テレビ新広島                             | 1984年10月1日 - 1985年3月29日：FNN tssワイドニュース / 天気予報（月 - 金曜） 1985年4月1日 - 1987年10月4日：FNN tssワイドニュース / カープとお天気（月 - 金曜）、FNN tssワイドニュース（土日） 1987年10月5日 - 1997年3月30日：FNN tssスーパータイム → tssスーパータイム FNN / カープとお天気 → カープっ娘TV（月 - 金曜）、FNN tssスーパータイム → tssスーパータイム FNN（土日） |
| EBC テレビ愛媛                               | 1984年10月1日 - 1985年3月29日：FNNスーパータイムEBC600 / 天気予報（月 - 金曜） 1985年4月1日 - 1990年4月1日：FNNスーパータイムEBC600 / 天気予報（月 - 土曜）、FNNスーパータイムEBC530 / 天気予報（日曜） 1990年4月2日 - 1997年3月30日：EBCスーパータイム FNN / 天気予報 |
| KSS 高知さんさんテレビ                       | 1997年3月20日 - 3月30日：SUNSUNスーパータイム FNN ※サービス放送期間中に放送。 |
| TNC テレビ西日本                             | 1984年10月1日 - 1985年3月29日：FNN TNCスーパータイム NEWS&SPORTS / とべとべトピックス（月 - 金曜） 1985年4月1日 - 1997年3月30日：FNN TNCスーパータイム NEWS&SPORTS / とべとべトピックス → とべとべホークス（月 - 金曜）、FNN TNCスーパータイム NEWS&SPORTS（土日） |
| STS サガテレビ                               | 1984年10月1日 - 1985年3月29日：FNN stsニュースレポート / 佐賀新聞ニュース●（月 - 金曜） 1985年4月1日 - 1989年4月2日：FNN stsニュースレポート / 佐賀新聞ニュース（月 - 金曜）、FNN stsニュースレポート（土日） 1989年4月3日 - 1991年3月31日：FNN stsニュースレポート / デイリーフラッシュ（月 - 金曜）、FNN stsニュースレポート（土日） 1991年4月1日 - 1995年4月2日：stsスーパータイム / デイリーフラッシュ（月 - 金曜）、stsスーパータイム（土日） 1995年4月3日 - 1997年3月30日：stsスーパータイム |
| KTN テレビ長崎                               | 1984年10月1日 - 1985年3月29日：FNNニュースワイドKTN / 天気予報（月 - 金曜） 1985年4月1日 - 1987年10月4日：FNNニュースワイドKTN / 天気予報（月 - 金曜）、FNNニュースワイドKTN（土日） 1987年10月5日 - 1997年3月30日：FNN KTNスーパータイム → KTNスーパータイム FNN / 天気予報（月 - 金曜）、FNN KTNスーパータイム → KTNスーパータイム FNN（土日） |
| TKU テレビ熊本                               | 1984年10月1日 - 1985年3月29日：FNN TKUニュース・アイ / 天気予報●（月 - 金曜） 1985年4月1日 - 1989年4月2日：FNN TKUニュース・アイ / 天気予報（月 - 金曜）、FNNスーパータイム（土日） 1989年4月3日 - 1997年3月30日：FNN TKUスーパータイム → TKUスーパータイム FNN / 天気予報（月 - 金曜）、FNN TKUスーパータイム → TKUスーパータイム FNN（土日） |
| TOS テレビ大分                               | 1984年10月1日 - 1985年3月29日：FNNニュースインおおいた TOS / あしたのお天気・おはなしマイク●（月 - 金曜） 1985年4月1日 - 1986年3月30日：FNNニュースインおおいた TOS / あしたのお天気・おはなしマイク（月 - 金曜）、FNNニュースインおおいた TOS / あしたのお天気（土曜）、FNN TOSスーパータイム（日曜） 1986年3月31日 - 1989年4月2日：FNNニュースインおおいた TOS / あしたのお天気・おはなしマイク（月 - 金曜）、FNNニュースインおおいた TOS / あしたのお天気（土日） 1989年4月3日 - 1996年9月30日：FNNニュースインおおいた TOS / おはなしマイク（月 - 金曜）、FNNニュースインおおいた TOS / あしたのお天気（土日） 1996年10月1日 - 1997年3月30日：FNNニュースインおおいた TOS / あしたのお天気 |
| UMK テレビ宮崎                               | 1984年10月1日 - 1985年3月29日：FNN UMKニュースレポート / 天気予報●（月 - 金曜） 1985年4月1日 - 1988年4月17日：FNN UMKニュースレポート / 天気予報（月 - 金曜）、FNNスーパータイム / UMKニュース（土日） 1988年4月18日 - 1992年3月31日：FNN UMKニュースリポート → UMKニュースリポート FNN / 天気予報（月 - 金曜）、FNNスーパータイム / UMKニュース（土日） 1992年4月1日 - 1996年3月31日：UMKスーパータイム FNN / 天気予報（月 - 金曜）、UMKスーパータイム FNN（土曜）、FNNスーパータイム / UMKニュース（日曜） 1996年4月1日 - 1997年3月30日：UMKスーパータイム FNN |
| KTS 鹿児島テレビ                             | 1985年4月1日 - 1995年10月31日：FNN KTSスーパータイム NEWS&SPORTS 1995年11月1日 - 1997年3月30日：KTSスーパータイム530 / FNN KTSスーパータイム NEWS&SPORTS（月 - 金曜）、FNN KTSスーパータイム NEWS&SPORTS（土日） ※1985年3月31日まではNNNのニュースをネット。 |
| OTV 沖縄テレビ                               | 1984年10月1日 - 1985年3月29日：FNN OTVイブニングワイド / 天気予報（月 - 金曜） 1985年4月1日 - 1992年8月31日：FNN OTVイブニングワイド / 天気予報（月 - 金曜）、FNNスーパータイム（土日） 1992年9月1日 - 1997年3月30日：OTVスーパータイム FNN / 天気予報（月 - 金曜）、OTVスーパータイム FNN（土日） |